# Дулібівська сільська рада (Бучацький район)
Дулі́бівська сільська́ ра́да — колишня адміністративно-територіальна одиниця та орган місцевого самоврядування в Чортківському районі Тернопільської області. Адміністративний центр — с. Дуліби.

## Загальні відомості
Дулібівська сільська рада утворена 24 грудня 1986 року.
- Територія ради: 16,74 км²
- Населення ради: 855 осіб (станом на 2001 рік)
- Територією ради протікає річка Стрипа

До 19 липня 2020 р. належала до Бучацького району.
11 грудня 2020 р. увійшла до складу Бучацької міської громади.

## Населені пункти
Сільській раді були підпорядковані населені пункти:
- с. Дуліби

## Склад ради
Рада складалася з 12 депутатів та голови.
- Голова ради:
- Секретар ради: Стрілецька Світлана Петрівна

### Керівний склад попередніх скликань
| Прізвище, ім'я, по батькові  | Основні відомості                                    | Дата обрання | Дата звільнення |
| ---------------------------- | ---------------------------------------------------- | ------------ | --------------- |
| Мацала Михайло В'ячеславович | Сільський голова, 1956 року народження, безпартійний | 26.03.2006   | 31.10.2010      |

Примітка: таблиця складена за даними сайту Верховної Ради України

### Депутати
За результатами місцевих виборів 2010 року депутатами ради стали:

#### За суб'єктами висування
| Суб'єкт висування | Кількість обраних депутатів | %   |
| ----------------- | --------------------------- | --- |
| Самовисування     | 12                          | 100 |

#### За округами
| № округу | Прізвище, ім'я, по батькові  | Дата визнання обраним | Освіта             | Партійна приналежність | Відомості про обраного депутата                   |
| -------- | ---------------------------- | --------------------- | ------------------ | ---------------------- | ------------------------------------------------- |
| 1        | Шип Степан Михайлович        | 03.11.2010            | середня спеціальна | позапартійний          | тимчасово не працює                               |
| 2        | Карась Михайло Миколайович   | 03.11.2010            | вища               | позапартійний          | тимчасово не працює                               |
| 3        | Хабик Микола Миколайович     | 03.11.2010            | середня спеціальна | позапартійний          | Таверна"Аксольд", бармен                          |
| 4        | Крайник Галина Броніславівна | 03.11.2010            | середня спеціальна | позапартійна           | Дулібівська сільська рада, гол. бухгалтер         |
| 5        | Стрілецька Світлана Петрівна | 03.11.2010            | вища               | позапартійна           | Дулібівська сільська рада, секретарсільської ради |
| 6        | Новак Іван Миколайович       | 03.11.2010            | вища               | позапартійний          | тимчасово не працює                               |
| 7        | Вротний Василь Васильович    | 03.11.2010            | вища               | позапартійний          | тимчасово не працює                               |
| 8        | Новак Микола Іванович        | 03.11.2010            | середня спеціальна | позапартійний          | тимчасово не працює                               |
| 9        | Мигас Леся Ярославівна       | 03.11.2010            | середня спеціальна | позапартійна           | Бучацьке РУПСЗН, соц.. працівник                  |
| 10       | Брожина Марія Іванівна       | 03.11.2010            | вища               | позапартійна           | Дулібська школа, завуч школи                      |
| 11       | Суп Микола Євгенович         | 03.11.2010            | середня спеціальна | позапартійний          | тимчасово не працює                               |
| 12       | Струс Надія Олександрівна    | 03.11.2010            | середня спеціальна | позапартійна           | пенсіонер                                         |